# Gennargentu
Der Gennargentu (Monti del Gennargentu) ist das höchste Gebirge Sardiniens und wird daher als dessen „Dach“ bezeichnet. 

## Lage
Der unregelmäßige Gebirgskamm befindet sich auf dem Gebiet der Gemeinden Fonni, Desulo, Aritzo, Arzana und Villagrande und erreicht seinen Höhepunkt in einem weitläufigen Halbkreis etlicher ca. 1800 m hoher Gipfel. Der höchste ist die Punta La Marmora mit einer Höhe von 1834 m.

## Geologie
Der Gennargentu besteht überwiegend aus Schieferformationen, die der Landschaft einen welligen Aspekt verleihen und aus der sich zahlreiche Porphyradern erheben. 

## Namensherkunft
Der Name bezieht sich auf die Silbererzvorkommen der Gegend (genna = Pass, argentu = Silber).